# Himalafurca
Genre
Himalafurca est un genre d'araignées aranéomorphes de la famille des Linyphiidae.

## Distribution
Les espèces de ce genre sont endémiques du Népal.

## Liste des espèces
Selon World Spider Catalog (version 25.5, 27/01/2025) :
- Himalafurca gorkha Tanasevitch, 2024
- Himalafurca martensi Tanasevitch, 2021
- Himalafurca schawalleri Tanasevitch, 2021

## Systématique et taxinomie
Ce genre a été décrit par Tanasevitch en 2021 dans les Linyphiidae.

## Publication originale
- Tanasevitch, 2021 : « New data on linyphiid spiders of Nepal (Arachnida: Araneae), with the description of a new genus and two species. » Revue Suisse de Zoologie, vol. 128, no 1, p. 107-119.